# Ambystoma
Genre
Synonymes
- Axolotus Jarocki, 1822
- Philhydrus Brookes, 1828
- Siredon Wagler, 1830
- Phillhydrus Gray, 1831
- Axolot Bonaparte, 1831
- Sirenodon Wiegmann, 1832
- Stegoporus Wiegmann, 1832
- Xiphonura Tschudi, 1838
- Salamandroidis Fitzinger, 1843
- Limnarches Gistel, 1848
- Xiphoctonus Gistel, 1848
- Heterotriton Gray, 1850
- Plagiodon Duméril, Bibron & Duméril, 1854
- Desmiostoma Sager, 1858
- Camarataxis Cope, 1859
- Axoloteles Wood, 1863
- Pectoglossa Mivart, 1868
- Linguaelapsus Cope, 1887
- Rhyacosiredon Dunn, 1928
- Plioambystoma Adams & Martin, 1929
- Bathysiredon Dunn, 1939
- Lanebatrachus Taylor, 1941
- Ogallalabatrachus Taylor, 1941

Ambystoma est un genre d'urodèles de la famille des Ambystomatidae.

## Répartition
Les 33 espèces de ce genre se rencontrent en Amérique du Nord.

## Description
Ces espèces pratiquent la gynogenèse.

## Liste des espèces
Selon Amphibian Species of the World (17 février 2014) :
- Ambystoma altamirani Dugès, 1895
- Ambystoma amblycephalum Taylor, 1940
- Ambystoma andersoni Krebs & Brandon, 1984
- Ambystoma annulatum Cope, 1886
- Ambystoma barbouri Kraus & Petranka, 1989
- Ambystoma bishopi Goin, 1950
- Ambystoma bombypellum Taylor, 1940
- Ambystoma californiense Gray, 1853
- Ambystoma cingulatum Cope, 1868
- Ambystoma dumerilii (Dugès, 1870) - Achoque
- Ambystoma flavipiperatum Dixon, 1963
- Ambystoma gracile (Baird, 1859) – Salamandre foncée
- Ambystoma granulosum Taylor, 1944
- Ambystoma jeffersonianum (Green, 1827) – Salamandre de Jefferson
- Ambystoma laterale Hallowell, 1856 – Salamandre à points bleus
- Ambystoma leorae (Taylor, 1943)
- Ambystoma lermaense (Taylor, 1940)
- Ambystoma mabeei Bishop, 1928
- Ambystoma macrodactylum Baird, 1850 – Salamandre à longs doigts
- Ambystoma maculatum (Shaw, 1802) – Salamandre maculée ou Salamandre tachetée
- Ambystoma mavortium Baird, 1850 - Salamandre tigrée du Texas
- Ambystoma mexicanum (Shaw & Nodder, 1798) – Axolotl
- Ambystoma opacum (Gravenhorst, 1807)
- Ambystoma ordinarium Taylor, 1940
- Ambystoma rivulare (Taylor, 1940)
- Ambystoma rosaceum Taylor, 1941
- Ambystoma silvense Webb, 2004
- Ambystoma subsalsum Taylor, 1943
- Ambystoma talpoideum (Holbrook, 1838)
- Ambystoma taylori Brandon, Maruska & Rumph, 1982
- Ambystoma texanum (Matthes, 1855) – Salamandre à nez court
- Ambystoma tigrinum (Green, 1825) – Salamandre tigrée
- Ambystoma velasci (Dugès, 1888)

## Publication originale
- (de) Tschudi, 1838 : Classification der Batrachier, mit Berucksichtigung der fossilen Thiere dieser Abtheilung der Reptilien, p. 1-99 (texte intégral).